# 10. august
10. august er dag 222 i året i den gregorianske kalender (dag 223 i skudår). Der er 143 dage tilbage af året.
Dagens navn er Laurentius.

### Begivenheder
Født - Dødsfald
- 0070 - Romerske tropper under ledelse af Titus indtager og ødelægger Jerusalem og byens tempel. Den syvarmede lysestage og andre relikvier bringes til Rom, hvor de medføres i triumftoget.
- 0654 - Eugenius 1. vælges som Pave.
- 0991 - Under Slaget ved Maldon besejrer en invaderende dansk vikingehær Ethelred 2. den Rådvildes angelsaxiske styrker, og Ethelred begynder kort efter at betale danegæld.
- 1250 - Erik 4. Plovpenning myrdes ved Slesvig og liget kastes i Slien. Hans bror Abel holdes ansvarlig for mordet. Han aflægger dog ed på at han er uskyldig og overtager kongemagten.
- 1387 - Dronning Margrethe 1. bliver hyldet som Danmarks regent i Lund Domkirke.
- 1510 - Kong Hans beordrer, at kaptajn Henrik Krummedige skal være ”øverste kaptajn og høvedsmand for alle kaptajner” (admiral). Han skal tage vare på majestætens skibe. Dette regnes for den officielle oprettelse af Søværnet.
- 1627 - Den franske hær under ledelse af kardinal Richelieu begynder belejring af huguenotterne i La Rochelle (jævnfør De tre musketerer).
- 1628 - Under sin jomfrusejlads ud for Stockholm kæntrer Regalskeppet Vasa, der skulle have været Gustav 2. Adolfs flagskib.
- 1675 - Karl 2. af England lægger grundstenen til Royal Observatory i Greenwich.
- 1792 - Under Den Franske Revolution stormes Tuilerierne af revolutionstropper, som dræbte de fleste af de 950 mand af Ludvig 16.s schweizergarde, der bevogtede slottet.
- 1846 - The Smithsonian Institution grundlægges i Washington D.C. af den engelske videnskabsmand James Smithson.
- 1877 - Mars' to måner, Phobos & Deimos (Rædsel & Skræk), opdages.
- 1895 - Den første promenade-koncert afholdes i London.
- 1899 - Skruekapslen patenteres af en fabrikant fra Yorkshire.
- 1913 - 2. Balkankrig afsluttes med fredskontrakt i Bukarest.
- 1914 - Det Osmanniske Rige slutter sig til Kejserriget Tyskland i 1. verdenskrig.
- 1920 - Sultan Mehmed 6.’s repræsentanter underskriver  Sèvres-traktaten, der opdeler Det Osmanniske Rige og underlægger dette de allieredes kontrol. Traktaten underskrives og ratificeres dog ikke af alle parter og erstattes i 1923 af Lausanne-traktaten.
- 1939 - Tapir-unge fødes i København Zoo. Den første i haven i 14 år.
- 1961 - Storbritannien ansøger om medlemskab af EEC (EF). Frankrig nedlægger dog veto og Storbritannien må søge igen og får først medlemskab i 1973.
- 1966 - USA opsender sin første måne-satellit, Lunar Orbiter 1.
- 1967 - To lyntog kolliderer ca. 4 km øst for Odense station. Ved Lyntogsulykken omkommer 11 personer og 17 bliver alvorligt kvæstet.
- 1975 - Danmark sætter absolut varmerekord med 36,4 °C målt i Holstebro.
- 1985 - Københavns kommune ansætter indvandrerlærere, fordi hver sjette elev er fremmedsproget.
- 1986 - Anne Grethe Jensen vinder VM i dressur på hesten Marzog i Canada.
- 1990 - Den Arabiske Liga vedtager at sende egyptiske, syriske og marokkanske soldater til Saudi-Arabien, som reaktion på at Irak har invaderet Kuwait få dage før som start på Golfkrigen.
- 1995 - Saddam Husseins to svigersønner vender tilbage efter asyl i Jordan. Trods frit lejde myrdes de ved hjemkomsten.
- 2000 - Et 200 millioner år gammelt svaneøglefossil findes på Bornholm.
- 2001 - Israel gennemfører et raketangreb mod en politistation i Ramallah på Vestbredden som reaktion på en palæstinensisk selvmordsaktion, som havde dræbt 18 og såret næsten 100 personer.

### Født
- 1749 - C.A. Lorentzen, kgl. dansk portrætmaler (død 1828).
- 1757 - Charlotte Schimmelmann, dansk grevinde (død 1816).
- 1872 - Lauritz Olsen, dansk skuespiller (død 1955).
- 1874 - Antanas Smetona, litauisk præsident (død 1942)
- 1875 - Jørgen Olrik, dansk historiker og museumsinspektør (død 1941).
- 1877 - Frank Marshall, amerikansk skakspiller (død 1944).
- 1877 - Harald Bergstedt, dansk forfatter (død 1965).
- 1895 - Gustav Rasmussen, dansk udenrigsminister (død 1953).
- 1904 - Frankie Carbo, amerikansk lejemorder og boksepromotor (død 1976)
- 1904 - Eigil Reimers, dansk skuespiller (død 1976).
- 1909 - Leo Fender, amerikansk producent af musikinstrumenter (død 1991).
- 1912 - Jorge Amado, brasiliansk forfatter (død 2001).
- 1912 - Ulrika Marseen, dansk billedhugger og højskoleforstander (død 2007).
- 1923 - Flemming John Olsen, dansk filmproducent (død 1993).
- 1936 - Malene Schwartz, dansk skuespillerinde.
- 1944 - Henrik Topsøe, dansk kemiker, civilingeniør og bestyrelsesformand i kemivirksomheden Haldor Topsøe (død 2019).
- 1956 - Martin Miehe-Renard, dansk skuespiller, forfatter og instruktør.
- 1963 - Henrik Fisker, dansk bildesigner.
- 1981 - Martin Stradel, dansk kok, web integrator og webdesigner.
- 1997 - Kylie Jenner, amerikansk realitystjerne og model.

### Dødsfald
- 1250 - Erik Plovpenning, dansk medkonge (født 1216).
- 1539 - Mikkel Pedersen Akeleye, dansk købmand og borgmester (ukendt fødselsår)
- 1806 - Michael Haydn, østrigsk komponist (født 1737).
- 1835 - Claus Schall, dansk violinist og komponist (født 1757).
- 1929 – Aletta Jacobs, jødisk-hollandsk læge og aktivist (født 1854).
- 1963 - Hal Koch, dansk teolog og kirkehistoriker (født 1904).
- 1965 - Ejnar Thorsen, dansk entreprenør og civilingeniør (født 1890).
- 1980 - Freddy Koch, dansk skuespiller (født 1916).
- 1997 - Conlon Nancarrow, amerikansk komponist og trompetist (født 1912).

|  | Denne datoartikel kan blive bedre, hvis der indsættes et (bedre) billede Du kan hjælpe ved at afsøge Wikimedia Commons for et passende billede eller uploade et godt billede til Wikimedia Commons iht. de tilladte licenser og indsætte det i artiklen. |